# Онежский уезд

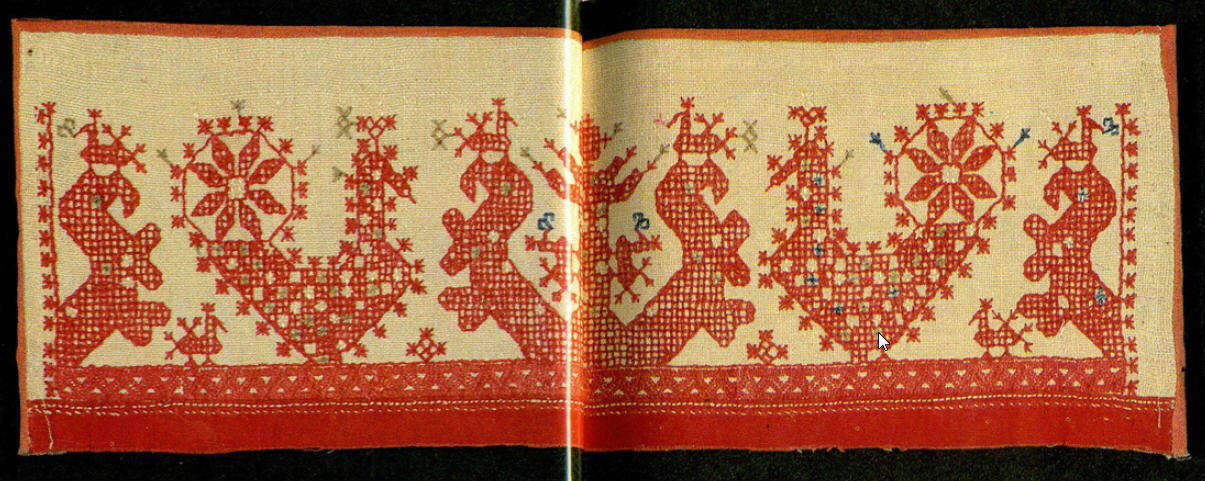
Конец полотенца. Онежский уезд, 2 половина XIX века. Музей Народного Искусства Москва

Оне́жский уе́зд — административная единица в составе Вологодского наместничества, Архангельского наместничества и Архангельской губернии, существовавшая до 1929 года. Центр — город Онега.

## География
Онежский уезд прилегал к южному и восточному берегу Онежской губы, с юга граничил с Каргопольским, Пудожским и Повенецким уездами Олонецкой губернии, на востоке с Архангельским, Холмогорским и Шенкурским уездами. Уезду принадлежала часть южного берега Онежской губы, весь восточный, а также западная часть берега Двинской губы. Берега по большей части были пологи, низменны. В северной и восточной частях уезда было много отдельных холмов, по большей части обрывистых, песчаных. Почти от устья Онеги тянулись к северо-востоку и юго-востоку цепи песчаных холмов, до 80 км на северо-восток и на 30 и более на юго-восток. Песчаные холмы находились также в южной части уезда на границе с Пудожским и Каргопольским уездами Олонецкой губернии и у берегов Онежской губы. Высота холмов достигала 50-100 м. В юго-восточной части уезда по обе стороны реки Онеги встречались небольшие равнины, затопляемые весной. Почва была преимущественно болотистая, в южной части местами песчаная или глинистая. Болота встречались почти всюду, особенно в северной и западной части уезда, где в летнее время местами прекращалось, благодаря обширным болотистым пространствам, всякое сообщение. В Онежском уезде насчитывалось до 100 рек, но значительной величины из них была лишь Онега. Из 500 озёр уезда наиболее значительным было Кожозеро, на границе с Олонецкой губернией. Лесами была покрыта большая часть уезда; главные лесные породы — ель, сосна, берёза. Площадь уезда была равна 29 тыс. км² в 1897 году и 23,7 тыс. км² в 1926 году.

## История
Онежский уезд был образован из Турчасовского стана Каргопольского уезда, во время административной реформы Екатерины II в 1780 году, когда он был включён в состав Архангельской области Вологодского наместничества. В 1784 году Архангельская область была преобразована в самостоятельное Архангельское наместничество. Именным указом от 16 мая 1785 года из северной части Повенецкого уезда и части территории Онежского уезда Архангельского наместничества был образован Кемский уезд, вошедший в Олонецкое наместничество.

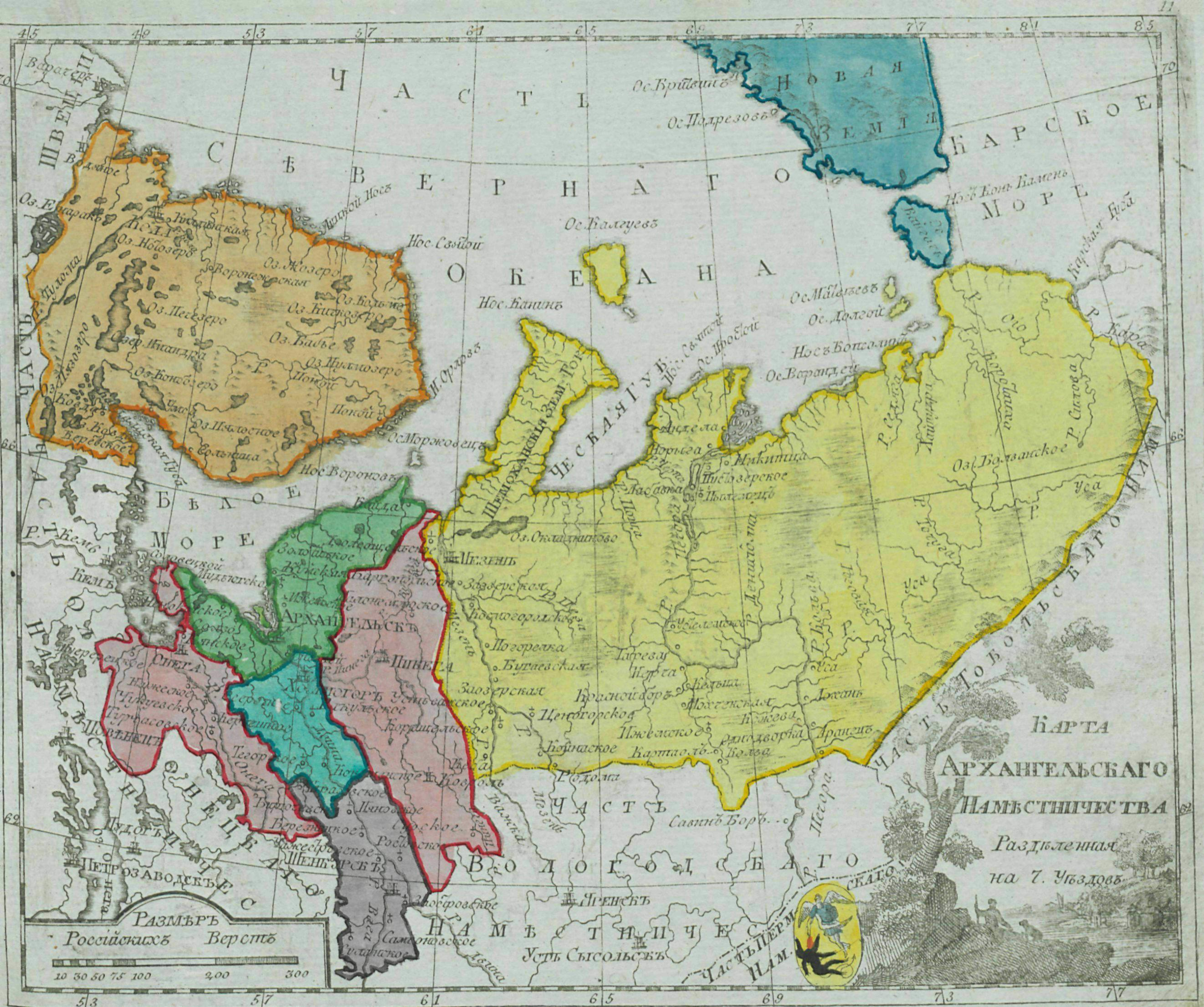
Онежский уезд в составе Архангельского наместничества, 1792 год

В 1796 году Архангельское наместничество стало именоваться Архангельской губернией, к Онежскому уезду до 1799 г. присоединён упразднённый Пудожский уезд.
В 1897 году станция Плесецкая Наволоцкой волости Онежского уезда Архангельской губернии на узкоколейной железной дороге «Вологда—Архангельск», была включена в реестр железных дорог Российской империи.
31 июля 1918 года отряд интервентов под командованием полковника Кадберта Джона Мэси Торнхилла захватил Онегу.
20 июля 1924 года в состав Плесецкой волости вошли Дениславская, Кирилловская, Наволоцкая и Савинская волости. К Кяндской волости были присоединены: Лямицкая, Нижмозерская, Пурнемская и Тамицкая (без села Покровское) волости. К Онежской волости отошли: г. Онега, Ворзогорская, Кокоринская, Подпорожская волости и село Покровское Тамицкой волости. В Поморскую волость были объединены: Малошуйская, Калгачинская, Кушерецкая и Унежемская волости. В Турчасовскую волость были объединены: Посадная, Прилуцкая и Ярнемская волости. В Чекуевскую волость были объединены: Кожозерская, Мардинская, Мудьюжская, Пияльская и Польская волости. В 1924 году Летнезолотицкая волость отошла к Архангельскому уезду.
4 октября 1926 года была образована Плесецкая укрупнённая волость, которая перешла в Архангельский уезд.
В 1929 году Архангельская губерния и все её уезды были упразднены. Территория Онежского уезда отошла к Архангельскому округу Северного края, с образованием Онежского и Чекуевского районов.

## Административное деление
В 1913 году в состав уезда входило 19 волостей:
- Возогорская — с. Яковлевское;
- Золотицкая — с. Золотица;
- Калагчинская — с. Калагчино;
- Камачинская — с. Камачинское;
- Кирилловская — д. Казённое-Сельцо;
- Кокоринская — с. Порожское;
- Кушерецкая — д. Козьминская;
- Кяндская — с. Кяндское;
- Малошуйская — д. Малошуйка;
- Мардинская — с. Мардинское;
- Наволоцкая — д. Наволок;
- Нименгская — с. Нименга;
- Пияльская — д. Пияльская;
- Подпорожская — д. Гора-Жеребцова;
- Посадная — д. Осначевская;
- Прилуцкая — с. Прилуцкое;
- Пурнемская — с. Пурнемское;
- Савинская — д. Савинская;
- Тамицкая — д. Тамица;

По данным на 1 января 1926 года уезд делился на 6 волостей, которые в свою очередь делились на 33 сельсовета (с/с):
- Кяндская волость. Центр — село Кянда. 5 с/с
- Онежская волость. Центр — город Онега. 5 с/с
- Плесецкая волость. Центр — село Наволок. 5 с/с
- Поморская волость. Центр — село Малошуйка. 6 с/с
- Турчасовская волость. Центр — село Турчасово. 5 с/с
- Чекуевская волость. Центр — село Чекуево. 7 с/с

## Население
По данным переписи 1897 года в уезде проживало 39,3 тыс. чел. В том числе русские — 99,6 %. В городе Онега проживал 2541 чел. По данным переписи 1926 года в Онежском уезде (уменьшившемся с 1924 года по площади с 26 420 км² до 23 651 км²) проживало 37,7 тыс. чел, в том числе в Онеге — 5,3 тыс. чел.

## Населённые пункты
Крупнейшие населённые пункты по переписи населения 1897 года, жит.:
- г. Онега — 2541;
- с. Тамица — 1114;
- д. Логиновская — 973;
- с. Кянда — 950;
- с. Пурнемское — 819;
- с. Вачевское — 769;
- с. Кондратьевское — 674;
- с. Клещево — 637;
- с. Порожское — 590;
- с. Нижмозеро — 553;
- с. Есенское — 552;
- д. Козьминская — 533;
- с. Лямицкое — 513;
- с. Калгачинское — 499;